# Sina Beckmann
Sina Maria Beckmann (* 6. Juli 1981 in Brake (Unterweser)) ist eine deutsche Politikerin (Bündnis 90/Die Grünen). Seit 2022 gehört sie dem Niedersächsischen Landtag an.

## Leben
Beckmann verbrachte ihre Kindheit im Landkreis Friesland und absolvierte in Hamburg eine Ausbildung zur Hotelfachfrau. In Flensburg und Burgos studierte Beckmann Internationales Management und ist seit 2009 gemeinsam mit ihrer Frau im Bereich der erneuerbaren Energien selbstständig.

## Politik
Seit den Kommunalwahlen in Niedersachsen 2021 ist Beckmann Mitglied im Kreistag Friesland und Stadtrat Jever. Bei der Landtagswahl in Niedersachsen 2022 wurde Beckmann über Platz 23 der Landesliste in den Niedersächsischen Landtag gewählt. Im Februar 2023 veröffentlichte sie als eine der Erstunterzeichnerinnen das „Memorandum für eine neue Migrationspolitik in Deutschland“ mit einer seit 2020 bestehenden Gruppe von Realpolitikern der Grünen (VERT-Realos).